# Grandevirales
Grandevirales ist eine im März 2025 als Ordnung eingerichtete Gruppe von Viren mit Kopf-Schwanz-Aufbau vom Morphotyp A (Myoviren).
Ihre Wirte sind Bakterien, was sie als Bakteriophagen klassifiziert.

## Beschreibung
Die Ordnung Grandevirales (Lak-Phagen) und ihre innere Systematik wurden aufgrund einer Analyse der evolutionären Beziehungen von 23 Megaphagen-Genomen mit einer Größe von mehr als 400 kbp (Kilobasenpaaren) vorgeschlagen. Die Analyse ihrer mutmaßlichen Proteine ergab, dass diese Phagen eine tief verzweigte monophyletische Gruppe innerhalb der Klasse Caudoviricetes bilden. Eines der wichtigsten und bemerkenswertesten Merkmale dieser Gruppe ist, dass alle bekannten Mitglieder durch einen nicht-kanonischen Genetischen Code gekennzeichnet sind, bei dem das TAG-Stopcodon (UAG-Stopcodon in der RNA) einer Aminosäure umgewidmet ist.
Die beiden Familien der Grandevirales sind die Lakviridae, zu denen 22 der Lak-Megaphagen gehören und  die 72 Kerngen gemeinsam haben, und die Epsomviridae, mit aktuell nur einem einzigen aktuelles Mitglied (monotypisch).

## Systematik
Die Systematik der Grandevirales ist nach International Committee on Taxonomy of Viruses (ICTV), ergänzt um einige Vorschläge nach der Taxonomie des National Center for Biotechnology Information (NCBI) in Hochkommata mit Stand 1. April 2025 (MSL#40v1) wie folgt:
Ordnung Grandevirales (provisorisch auch „Caudoviricetes code 15 Clade“, Lak-Phagen im weiteren Sinn) – vom Morphotyp Myoviren
- Familie Epsomviridae
  - Unterfamilie Sescentorumvirinae
    - Gattung Wendovervirus
      - Spezies Wendovervirus sonii (nach Vorschlag Wendovervirus sonnii)[8], mit Uncultured phage HB1 alias Phage Lak_Megaphage_Sonny[9][A. 3]
- Familie Lakviridae (Lak-Phagen im engeren Sinn)[6]
  - Unterfamilie Quadringentisvirinae
    - Gattung Hatfieldvirus
      - Spezies Hatfieldvirus porci, mit Uncultured phage RVC_JS4_GC31 alias Phage Lak_Megaphage_RVC_JS4_GC31[11] (alias RVC-JS4-GC31, inkl. Phage Lak_Megaphage_RVC_AP3_GC31 alias RVC-AP3-GC31[8])

  - Unterfamilie Quingentivirinae
    - Gattung Amboselivirus
      - Spezies Amboselivirus simi, mit
        - Prevotella-Phage Lak-B1[12] (Exemplar,[4] d. h. Referenz)
        - Prevotella-Phage Lak-B2 bis Prevotella-Phage Lak-B9[8]

    - Gattung Vetruanivirus
      - Spezies Vetruanivirus dhakaense, mit Prevotella-Phage Lak-C1[13]
      - Spezies Vetruanivirus porcinprimi, mit Uncultured phage RVC AP1_GC26 alias Phage Lak_Megaphage_RVC_AP1_GC26[14]
      - Spezies Vetruanivirus porcinsecundi, mit Uncultured phage RVC AP3_GC26 alias Phage Lak_Megaphage_RVC_AP3_GC26[15] (inkl. Lak_Megaphage_RVC_AP4_GC26[8])
      - Spezies Vetruanivirus primi, mit Prevotella-Phage Lak-A1[16] (As-22-1 bis As-22-4[8])
      - Spezies Vetruanivirus secundi, mit Prevotella-Phage Lak-A2[17] (As-20[8])
      - Spezies „Vetruanivirus cani“ (Vorschlag), mit Prevotella-Phage Wal-1 und Wal-2[8]

  - Vorschläge ohne nähere Zuordnung
    - Gattung „Phassvirus“[7]
      - Spezies „Phage Phass-1“ alias „Phage phAss-1“[7][18]
      - Spezies „Caudoviricetes sp. isolate ctckW2“[19]
      - Spezies „Caudoviricetes sp. isolate ct6IQ4“[20]

    - weitere Vorschläge von Lak-Phagen als mutmaßliche Mitglieder[21][6]

## Etymologie
Der Name der Ordnung Grandevirales stammt von lateinisch grande ‚groß‘ und bezieht sich auf die große Länge des Genoms der Viren dieser Ordnung bis 200 kbp (Kilobasenpaare); der Suffix ‚-virales‘ steht für Virusordnungen.
- Die Familie Epsomviridae ist benannt nach Epsom in der Grafschaft Surrey (UK). Epsom ist eine für Pferderennen berühmte Stadt. An dem Mikrobiom des Pferdedarms von dem an diesem Ort untergebrachten und trainierten Rennpferd „Sonny“ wurde der bisher einzige Phage Lak_Megaphage_Sonny isoliert.[3]

- Die Bezeichnung der Familie Lakviridae wurde ausgewählt, da die Gründungsmitglieder dieser Familie (Prevotella-Phage Lak-A1 und Lak-A2) alle aus dem Darmmikrobiom von mit Arsen belasteten Personen im Subdistrikt (bengalisch Upazila) Laksam (oder Laksham)[22] im Distrikt Kumilla, Bangladesch, identifiziert wurden.[3]

- Die Namen der Unterfamilien Quadringenti-, Quingenti- und Sescentorum- verweisen auf die Genomgröße der jeweiligen Gründungsmitglieder: es bedeutet lateinisch quadringenti ‚400‘, quingenti ‚500‘ und sexcenti ‚600‘ (mit Genitiv sescentorum). Bei den Quadringentisvirinae haben die Gründungsmitglieder Genomlängen im Bereich von 476 kbp, bei den Quingentivirinae haben die Gründungsmitglieder Genomlängen um 500 kbp, der einzige Gründungsphage der Sescentorumvirinae hat eine Genomlänge von ca. 660 kbp. Das ICTV weist aber ausdrücklich darauf hin, dass die Genomlängen lediglich als Grundlage für die Benennung dieser Unterfamilien verwendet wurden, sie Genomlänge (alleine) ist jedoch kein Kriterium für die taxonomische Klassifizierung.[3]